# Kiberkultúra
A kiberkultúra nem pusztán a hagyományos kultúra internetes megjelenése, hanem önmaga is kultúrateremtő. A kiberkutúrának társadalmi hatásai is vannak. A kiberkultúra részét képezik a blogok, közösségi oldalak, chat, játékok, sőt az internetes mémek is. A kiberkultúra nem régóta létezik, és még a mai napig kialakulóban van. 
A kiberkultúra a társadalmi rendszer átértékelésével és átalakításával jön létre. Míg a hagyományos kultúra fogalmát abban definiáljuk, hogy a természet adta viszonyok átértelmezése és átalakítása, és ez a társadalmi rendszer alapja. Addig a kiberkultúra újraértékeli és újraalkotja a társadalmi viszonyokat.

## Kiberkultúra és kiberközösség
A kiberkultúra új létformát képez, ezt nevezzük hálólétnek. A kiberkultúrát előállító és abban élő személy a hálópolgár. A hálópolgárt az információs technológia használata teszi képessé az átértékelésre.
A hagyományos kultúrát a közösségek hordozzák, a kiberkultúrát pedig a hálópolgárok által fenntartott virtuális kiberközösség. A kiberközösséget a hálópolgárok alkotják, akik a világ bármely pontján élhetnek. Saját kultúrájukat, saját világuk nem sérül attól, hogy a hálólét polgárai.
A hálólét formáját a kiberközösség, tartalmát a kiberkultúra adja. A hálólét egy újfajta létformát képvisel, mert a társadalmi viszonyokat átértékeli és átalakítja. Szemben tehát a hagyományos értelembe vett kultúrával ami a természet adta viszonyok átértelmezése és átalakítása.

## Kiberkultúra és a tradicionális kultúra viszonya
A kiberkultúra lelőhelye az internet, de nem csak a kiberkultúra, hanem a hagyományos értelemben vett kultúra is megtalálható az interneten. A tradicionális kultúra értékeit megtalálhatjuk az interneten is, például újságok, online könyvek, könyvtárak, adatbázisok, ügyintézés, publikációk, különféle műalkotások megjelenése az interneten, de az e-mailezést is ide sorolhatjuk. 
A jellegzetes kiberkulturális létforma a különféle honlapok összeállítása, akár személyes vagy intézményi, és az ezekkel kapcsolatos foglalatosságok legyen az passzív, vagy aktív.
A honlapok egy újfajta kulturális egységet hoznak létre, hiszen egyaránt építkeznek a hagyományos kultúra elemeiből, de a személyes választások is meghatározzák. A kiberkultúra szabadsága a populáris és a magas kultúra közötti szakadékot nem csak áthidalta, hanem a magas kultúrát jelentősen átértékelte.

## Külső hivatkozás
- Ropolyi László előadása ELTE Tudománytörténet és Tudományfilozófia Tanszék

- Defining cyberculture Archiválva 2007. július 3-i dátummal a Wayback Machine-ben

- Cyberculture: Society, Culture and the Internet

- Sybersociology Magazine

- cybersoc.com

- Encouraging cyberculture